# 鎮守の森公園
鎮守の森公園（ちんじゅのもりこうえん）は埼玉県久喜市にある旧南埼玉郡菖蒲町（現：久喜市）が設置、管理・運営する公園である。
1994年（平成6年）6月15日に、南埼玉郡菖蒲町により整備された。公園内には模擬古墳や池などが所在しており、このうち模擬古墳は鎮守の森公園のすぐ南側に所在している天王山塚古墳を模して建造されたものである。また、公園のすぐ北側からは神明神社へと繋がっている参道の社叢が所在している。

## 施設
- 模擬古墳
- 池（睡蓮）
- 芝広場
- トイレ
- 駐車場
- あずまや
- 桜
- 藤棚

## 所在地
- 〒346-0114
- 埼玉県久喜市菖蒲町上栢間3312-1[2]

## 交通
- 朝日バス「下栢間」バス停より徒歩にて北北西へ（県道行田蓮田線を行田方面へ）約10分。（距離約500m）[3]

## 周辺
- 神明神社
- 栢間赤堀
- 弁天沼
- 久喜市立栢間小学校 - 栢間陣屋がある。
- 天王山塚古墳
- 富士塚古墳
- 元荒川